# Roberto Solozábal
Roberto Solozábal Villanueva (født 15. september 1969 i Madrid, Spanien) er en tidligere spansk fodboldspiller, der som midterforsvarer på det spanske landshold var med til at vinde guld ved OL i 1992 i Barcelona. I alt nåede han at spille 12 landskampe for spanierne.
Solozábal var på klubplan tilknyttet Atlético Madrid og Real Betis i hjemlandet, med længst tid hos Atlético. Her var han med til at vinde både det spanske mesterskab og tre gange landets pokaltitel Copa del Rey.

## Titler
La Liga
- 1996 med Atlético Madrid

Copa del Rey
- 1991, 1992 og 1996 med Atlético Madrid

OL
- 1992 med Spanien